# دفاع سیسیلی، شاخه نایدورف
زیرشاخه‌های نایدُرف یا واریاسیونِ نایدُرف (‎/ˈnaɪdɔːrf/‎ NY-dorf) در دفاع سیسیلی یکی از محبوب‌ترین، معتبرترین و عمیق‌ترین گشایش‌های شطرنج است.   این گشایش به نامِ استادبزرگ شطرنج لهستانی-آرژانتینی، میگوئل نایدورف نامگذاری شده‌است. اگرچه او نخستین بازیکنِ قدرتمندی نبود که این رسته را بازی کرد. از پیشترها تا کنون، بسیاری از بازیکنان به روشِ نایدورف تکیه کرده‌اند؛ به‌ویژه بابی فیشر و گری کاسپارف. اگرچه کاسپاروف اغلب آن را به شوونینگن تبدیل می‌کرد.
نایدورف اینگونه آغاز می‌شود:
1. e4 c5
2. Nf3 d6
3. d4 cxd4
4. Nxd4 Nf6
5. Nc3 a6

## تاریخچه و توسعهٔ نظریات
کارل اوپوچنسکی، استاد شطرنج چک، نخستین کسی بود که نایدورف را بازی کرد. او در تلاش برای نامگذاری این واریشن به نام خود، ادعا کرد که خودِ او، این رسته را به میگل نایدورف نشان داده‌است. با این حال، نایدورف بازیکن قوی‌تری بود و با کمک دیگر بازیکنان قوی آرژانتینی در دهه ۱۹۵۰،  تحلیل افتتاحیه را عمیق‌تر کرد. او آن را در اوایل سال ۱۹۳۹ بازی می‌کرد.
این میگل بود که متوجه شد در این موقعیت حرکت 5... a6 همیشه برای سیاه مفید است. اگر در حرکت پنجم بازی نشود، در حرکت هفتم یا چهاردهم بازی خواهد شد. پس از آن‌جا که فردی عملی بود، فکر کرد: «اگر باید کاری را در ساعت ۷ صبح یا ۹:۰۰ یا ساعت ۱۰:۰۰ انجام دهید، بهتر است به محض این‌که بلند شدید، آن را انجام دهید و آن را تمام کنید». 
نایدورف بعدترها و زمانی که این نظریه بسیار پیچیده شد، این شاخه را کنار گذاشت:
اینجا یک بچه می‌آید که حرکات را حفظ کرده و مرا می‌کشد. او با کتاب‌هایش می‌آید، مرا به ورطه ای می‌اندازد که نمی‌دانم و نایدورف به دستِ «شاخهٔ نایدورف» می‌میرد. 
 و پس از آن بود که او شاخهٔ دیگری بازی کرد. او شاخهٔ روی لوپز را با مهرهٔ سیاه بکار گرفت: روشی کلاسیک که در آن، حریف باید واقعاً شطرنج‌باز می بود تا وی را شکست دهد.